# مديرية القبيطة
مديرية القَبَّيْطَة إحدى مديريات محافظة لحج  في اليمن. بلغ عدد سكانها 94516 نسمة عام 2004م.
تقع المديرية شمال مدينة الحوطة، وتبعد عنها حوالي 50 كم، وتحيطها من الجنوب مديرية تبن، ومن الشرق مديرية المسيمير، ومن الغرب طور الباحة، ومن الشمال أجزاء من محافظة تعز.

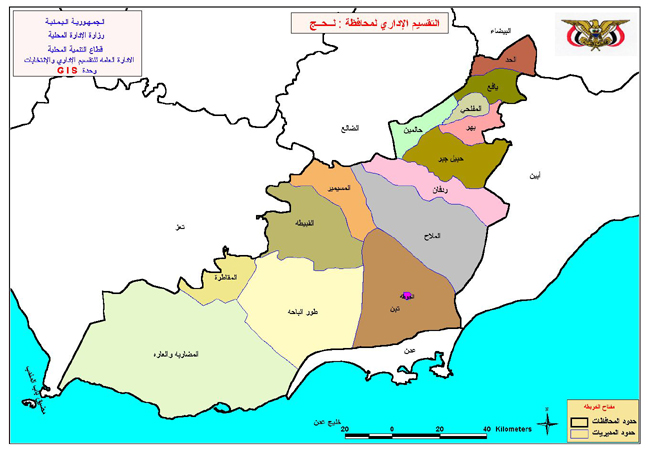
موقع مديرية القبيطة في محافظة لحج

## التقسيم الإداري
تتكون القبيطة من 4 عزل هي: القَبَّيْطَة، واليُوسُفِين، وكَرِش، والهَجَر هَدْلان.

## المناطق الجبلية
تعتبر عزلتي اليوسفين والقبيطة جبليتين وأهم الجبال فيهما، جبال قلة، جبل جالس، جبل النبي شعيب، جبل الخضر والياس، جبل كوكب. جبل الكرب، كذلك جبل الجاح ويعد أعلى مرتفع ويقع بين مديريتي القبيطة وحيفان. ومن أشهر القرى الموجود في القبيطة قرية حوبه والتي تعد من أكثر القرى الجبلية كثافة  سكانية.

## أعلام من القبيطة
1. النائب اليمني أحمد سيف حاشد هاشم.
2. وزير الإعلام اليمني د.محمد عبدالمجيد قباطي.
3. الفريق محمد قائد سيف قباطي.
4. النائب اليمني محمد صالح علي القباطي.
5. النائب اليمني عبد الجليل جازم القباطي.
6. ياسين عبد العزيز القُباطي مؤسس حزب جماعة الإخوان المسلمين في اليمن.
7. البروفيسور راشد عبد الله عبد الرحيم القباطي -جراح القلب العالمي- ومؤلف كتاب رحلة فتى يمني اختير كأفضل شخصية عربية في الولايات المتحدة الأمريكية لعام 2017.[4]

## الأنشطة الاقتصادية
تشتهر القَبَّيْطَة بصناعة الحلويات اللحجية والعَدَنِيَّة الأصيلة، حيث يحترف بعض من أبناءها هذه الصناعة، ما جعل الحلويات اليمنية تفوق بشهرتها على الحلوى البحرينية والحلوى العمانية وهي تتعد وتتنوع ومن أبرزها حلوى الهريس وقد اتخذ أبناء القَبَّيْطَة من منطقتي الراهدة والعند مكانين لتسويق أجود أنواع الحلويات، ومن دون شك فإن الذاهب إلى عدن سوف يمر ويتذوق طعم الحلويات اللذيذة؛ فمن أبرز صُنَّاع الحلويات القُباطيَّة الأصلية علي سعيد القباطي الذي توفي عام 2012م.

## وصلات خارجية
وفاة علي سعيد القباطي